# 武藤友樹
武藤 友樹（むとう ともき、1975年3月22日 - ）は、NHKのディレクター。元アナウンサー。

## 人物
神奈川県横浜市出身。神奈川県立光陵高等学校を経て、東京学芸大学教育学部を卒業後、1997年（平成9年）に入局。
健康番組に出演していることから、自身の健康管理に役立てている。
関東出身ではあるが、西日本での勤務が通算20年以上である。

## 過去の出演番組
- ひるまえワイド（ - 2008年3月）キャスター
- 生中継 ふるさと一番!（2007年2月19日・20日）中継お届け人
- これこそ!わが町 元気魂（2008年1月2日）リポーター
- NHKニュースおはよう日本ニュースリーダー（2009年9月7日 - 11日）佐藤龍文の代理
- ゆうゆうワイド（山口局）
- NHKニュースおはよう日本4時台・5時台（2010年4月 - 2011年3月）隔週担当
- 月刊とれたてマイビデオ 毎月1回・原則として最終週の土日祝日（2010年4月 - 2011年3月） 隔月担当
- きょうの健康（2011年4月 - 2012年3月）
- NHK BSニュース（2011年4月 - 2012年3月）
- ここはふるさと 旅するラジオ （2011年4月 - 2012年3月）
- ゆうどきネットワーク （2012年4月 - 7月） リポーター
- 佐賀県のニュース
- ニュースただいま佐賀（メインキャスター（隔週）2012年8月 - 2015年）
- ニュースおかえり佐賀845（不定期）
- 山口県のニュース
- 放送部副部長
- 情報維新!やまぐち（編集責任者、キャスター代行）
- ひるまえ直送便・山口（編集責任者）
- おはよう山口（不定期）
- やまぐち845（不定期）
- 福岡県・九州沖縄のニュース
- はっけんラジオ（不定期）
- ニュース845福岡（不定期）
- おはよう福岡（不定期）
- おはよう九州沖縄（不定期）
- 実感ドドド!@福岡（キャスター）
- 愛媛県・四国地方のニュース
- おはよう四国（不定期、平日担当）
- ひめポン!845（不定期）
- NHKラジオニュース（不定期）2022年7月 - 2024年3月
  - NHKラジオ正午のニュース・きょうのニュース　2023年1月2日・3日（13時・15時 - 18時の定時ニュースも兼務）